# Diabli Kąt
Diabli Kąt – kolonia wsi Iłowo w Polsce położona w województwie kujawsko-pomorskim, w powiecie sępoleńskim, w gminie Sępólno Krajeńskie.
W latach 1975–1998 kolonia administracyjnie należała do województwa bydgoskiego.